# Verbrauchskennfeld

Verbrauchskennfeld des smart forfour und Mitsubishi Colt DI-D Dreizylinder-Dieselmotors mit 1,5 l Hubraum; Parameter: Spezifischer Kraftstoffverbrauch in g/kWh. Der Bestpunkt (206 g/kwh) liegt etwa bei 2200/min und 15,3 bar, bei der höchsten Leistung verbraucht der Motor etwa 250 g/kwh.

Das Verbrauchskennfeld, auch Muscheldiagramm, Muschelkurve oder Wirkungsgradkennfeld genannt, stellt den spezifischen Kraftstoffverbrauch über dem effektiven Mitteldruck und der Drehzahl eines Verbrennungsmotors dar.
Das Kennfeld ist auf der Abszisse durch die Mindest- und Höchstdrehzahl und auf der Ordinate durch die Volllastkurve des Verbrennungsmotors begrenzt. Linien mit gleichem spezifischen Kraftstoffverbrauch formen dabei ein Muschelmuster, daher auch die Bezeichnung „Muscheldiagramm“. Die Drehzahl wird gemeinhin in Umdrehungen pro Minute (1/min; min−1) angegeben, statt des Mitteldrucks kann auch das Drehmoment  aufgetragen sein und der Verbrauch kann in g/kWh (in älterer Literatur auch g/PSh) oder als Wirkungsgrad (η) in Prozent angegeben werden.
Aus dem Kennfeld kann zum Beispiel für jede mögliche Kombination aus Drehzahl und effektivem Mitteldruck der daraus resultierende spezifische Kraftstoffverbrauch abgelesen werden. Hieraus wird ersichtlich, dass  außer für die  Höchstleistung für jede geforderte Motorleistung P (die proportional zu {\displaystyle p_{e}\cdot \omega } ist) mehrere Betriebspunkte mit unterschiedlichem Kraftstoffverbrauch möglich sind. 
Das Verbrauchskennfeld gibt auch Auskunft über den Wirkungsgrad eines Motors, wenn die Kraftstoffart berücksichtigt wird. So entspricht ein spez. Kraftstoffverbrauch von 210 g/kWh etwa 40 % Wirkungsgrad bei Diesel- und Ottokraftstoffen, bei Erdgas wird dieser Wirkungsgrad bei 200 g/kWh erreicht.
Typische Spitzenwerte im Bestpunkt sind:
- 160–180 g/kWh für langsam laufende 2-Takt-Schiffsdiesel im Schwerölbetrieb (bis ca. 55 % Wirkungsgrad, Drehzahlen unter 300/min, kombinierter Diesel-Dampfprozess)
- 210–195 g/kWh bei Diesel-Pkw mit Aufladung und Ladeluftkühlung
- 225–195 g/kWh bei Lkw mit Aufladung und Ladeluftkühlung
- 350–250 g/kWh bei Pkw-Saugmotoren mit Ottokraftstoff
- 220 g/kWh bei modernen Viertaktottomotoren mit Turbolader und Ladeluftkühlung

Siehe auch Spezifischer Kraftstoffverbrauch

## Wirkungsgrad
Bei motorischen Anwendungen ist nur der Heizwert relevant. Wenn die spezifische Energie des Treibstoffs ({\displaystyle H_{i}}) und der spezifische Kraftstoffverbrauch der Maschine ({\displaystyle b_{e}}) bekannt ist, kann der effektive (Nutz-)Wirkungsgrad ausgerechnet werden.
Beispiel: Motorenbenzin oder Dieselkraftstoff haben einen Heizwert von etwa 11,6 kWh/kg (11,1 bis 11,9); hat ein Automotor im Bestpunkt einen Verbrauch von etwa 0,22 kg/kWh, berechnet sich daraus folgender Wirkungsgrad an der Kurbelwelle:
{\displaystyle \eta _{e}={\frac {1}{{H_{i}}\cdot {b_{e}}}}}       also: 1 / (11,6 × 0,22) = 39 %